# Justa (Rosja)
Justa (ros. Юста) – osiedle w Rosji, w Kałmucji, ośrodek administracyjny rejonu justyńskiego. W 2010 liczyło 10 585 mieszkańców.